# Magisterium
Magisterium är en serie fantasyromaner av Holly Black och Cassandra Clare. Den första romanen, The Iron Trial, släpptes i september 2014 av Scholastic. Boken publicerades på svenska den 20 januari 2015 under titeln Järnprovet. Handlingen kretsar kring magikern Callum Hunt som blir inkallad till skolan Magisteriet.

## Böcker
- The Iron Trial (9 september 2014)
- The Copper Gauntlet (september 2015)
- The Bronze Key (2016)
- The Silver Mask (2017)
- The Golden Tower (2018)

## Filmatisering
Constantin Film köpte filmrättigheterna under 2012. Black och Clare ska själva skriva manuset samt vara exekutiva producenter.